# Geir Kvarme
Geir Kvarme, född den 24 juni 1963 i Oslo, är en norsk skådespelare och politiker, mest känd för sin roll som Tommy i tv-serien Fredrikssons fabrik.
Kvarme är utbildad vid Statens Teaterhøgskole. Han var anställd på Nationaltheatret mellan 1989 och 1996, och från 1997 på Oslo Nye Teater. Hans genombrott kom med hans debutroll i Larry Shues The Foreigner på Torshovsteatret. Till hans viktigaste roller hör Daniel Barnes i Antonio Buero Vallejos La doble historia del Doctor Valmy, Orlando i Shakespeares Som ni behagar, Kevin i Ola Bauers Brendan och Charley i Arthur Millers En handelsresandes död. Han gjorde stor succé mot Toralv Maurstad i kammarspelet Enigmavariasjoner, som också gjordes i tv-version 2002. Han gästade Nordland Teater 1991 som Jim i Tennessee Williams Glasmenageriet och Den Nationale Scene i musikalen Sugar (2004).
Kvarme blev landskänd som Tommy i tv-serien Fredrikssons fabrik (1990–1993, filmversion 1994). Han har också spelat i tv-serierna Off Shore (1996–2000), Nr. 13 (1998–2001) och Jul i Blåfjell (1999).
Geir Kvarme sitter i Oslo bystyre för Høyre, Moderaternas systerparti.